# アイスランド人の一覧
アイスランド人の一覧（アイスランドじんのいちらん）は、アイスランド出身者を五十音順に一覧にしたものである。

## ア行
- アスゲイル・シグルヴィンソン - サッカー指導者
- アリ・ソルギルスソン - 聖職者。『アイスランド人の書』の著者。
- インゴールヴル・アルナルソン - 初期の移民者
- ヴァルディース・オスカルス・ドッティル - 映画編集者
- ヴィグディス・フィンボガドゥティル - 元大統領。世界初の民選の女性大統領。
- エイドゥル・グジョンセン - サッカー選手
- エイナル・ベネディクツソン - 詩人
- エギル・スカラグリームスソン - 詩人
- オラファー・エリアソン - 芸術家
- オラフル・ラグナル・グリムソン - 政治家

## カ行
- ギルフィ・シグルズソン - サッカー選手
- グズニ・ヨハンネソン - 政治家
- グドベルグー・ベルグッソン - 作家
- コルベイン・シグソールソン - サッカー選手

## サ行
- シーグルズル・ノルダル - 学者・作家・詩人
- シグルズール・ソラリンソン - 地質学者
- スヴェイン・ビョルンソン - 政治家
- スノッリ・ストゥルルソン - 詩人・政治家・歴史家
- ソルヴァルド・コズラーンスソン - 10～11世紀頃の宣教師
- ソルヴェイグ・アンスパック - 映画監督

## タ行
- ダーグル・カウリ - 映画監督
- ダビッド・オッドソン - 政治家
- テオドル・ビャルナソン - サッカー選手

## ハ行
- ハルドール・アウスグリムソン - 政治家
- ハルドル・ラクスネス - 作家。ノーベル文学賞受賞。
- バルディ・ヨハンソン - ミュージシャン
- （やっかい詩人）ハルフレズ - 10～11世紀頃の詩人
- ヒャルティ・スケッギャソン - 10～11世紀頃の有力者
- ビョーク - 歌手
- ビョルゴルフル・タケフサ - サッカー選手
- ビョルン・スヴェインソン - スヴェイン・ビョルンソンの息子で、ナチス武装親衛隊アイスランド人義勇兵
- ビョルン・ビャルナソン - 政治家
- ビョルン・マグヌースソン・オールセン - 北欧神話研究者
- フリドリック・トール・フリドリクソン - 映画監督
- ヘイザル・ヘルグソン - サッカー選手
- ペートゥル・ブロンダル - 政治家
- ヘルマン・ヘレイザルソン - サッカー選手
- ホイクール・グンナルソン - 舞台演出家

## マ行
- ムーム - バンド
- メゾフォルテ - バンド

## ヤ行
- ヨウナス・アウルナソン - 議員、劇作家
- ヨウン・アウルトナソン - 作家、童話作家、司書
- ヨン・スティーブンソン・フォン・テッツナー - オペラ・ソフトウエア最高経営責任者
- ヨン・レイフス - 作曲家

## ラ行
- リョーサンヴァトンのソルゲイル・ソルケルスソン - キリスト教を国教に定めた首長
- レイ・アンソニー・ヨンソン - サッカー選手
- レイフ・エリクソン - 10世紀から11世紀にかけて活躍したヴァイキング
- シガー・ロス - ロックバンド

## 帰化した人物
- ウラディーミル・アシュケナージ - ピアニスト、指揮者
- ボビー・フィッシャー - チェスプレイヤー